# Ricciotto Canudo
Ricciotto Canudo, né le 2 janvier 1877 à Gioia del Colle et mort le 10 novembre 1923 à Paris, est un écrivain franco-italien, romancier, poète, philosophe, critique d'art, critique littéraire, critique de cinéma, musicologue, scénariste.
Il a inventé en 1919 le terme de « 7e art » pour désigner le cinéma .

## Biographie
Installé à Paris en 1902, Ricciotto Canudo joue un rôle dans les milieux d'avant-garde littéraire et artistique et dirige la rubrique de littérature italienne au Mercure de France. En 1903, il rencontre Valentine de Saint-Point au cours d'une séance de spiritisme.
Canudo publie le 25 octobre 1911 un essai préalable intitulé La Naissance d'un sixième art - Essai sur le cinématographe. 

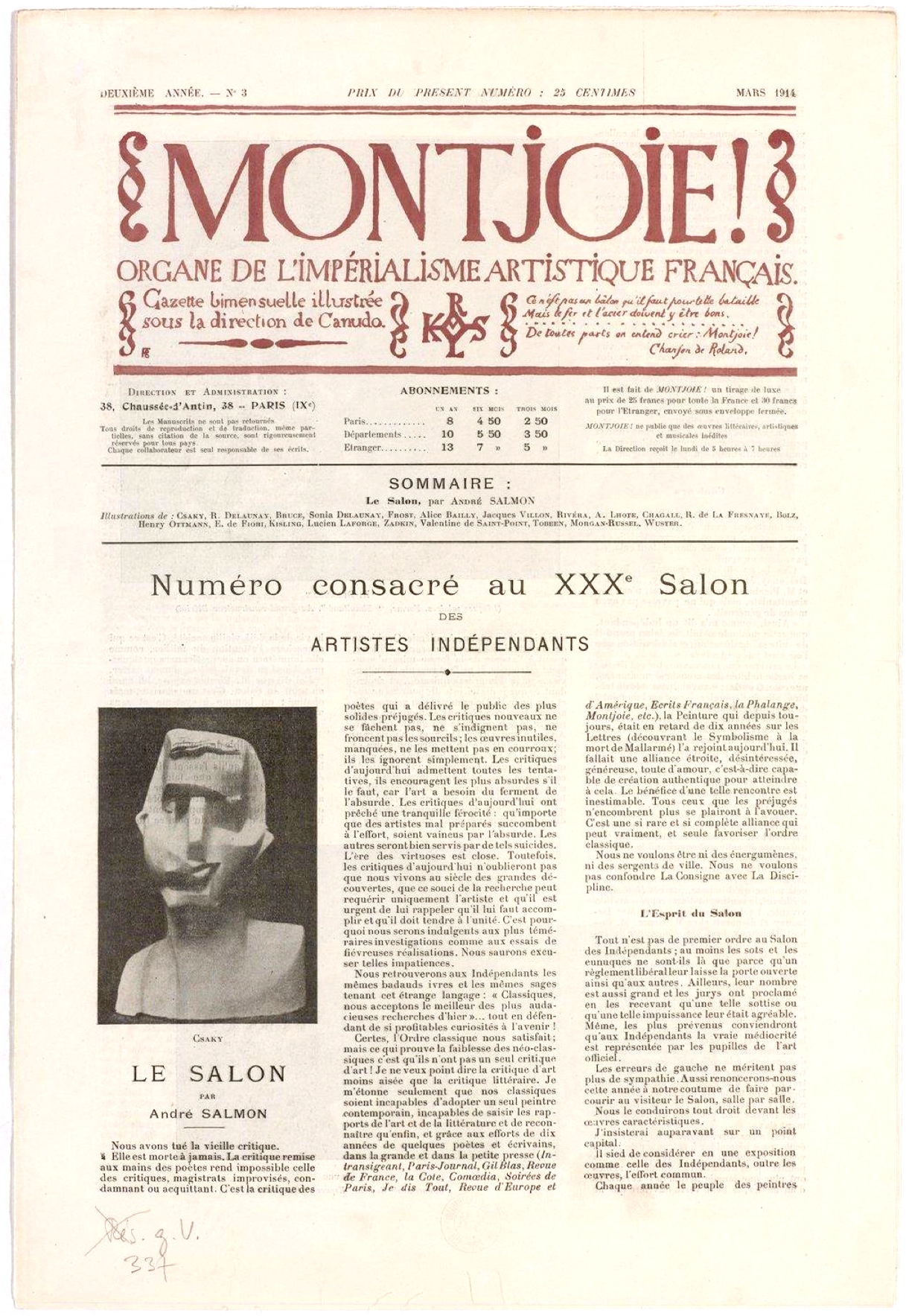
Montjoie!, Ricciotto Canudo, André Salmon, sculpture de Joseph Csaky, 18 mars 1914.

En 1913, il fonde la revue Montjoie !, « organe de l'Impérialisme artistique français, gazette bimensuelle illustrée », où le nationalisme se mêle à l'innovation esthétique et aux avant-gardes. Si la revue s'ouvre aux écrivains (Guillaume Apollinaire, Cendrars, Fargue, Jacques Dyssord), elle se veut avant tout « cérébriste », soit « sensuel et cérébral tout à la fois », selon la définition de Canudo. Des créateurs comme Fernand Léger, Igor Stravinsky, Albert Gleizes, Raymond Duchamp-Villon y ont contribué. Dans les locaux de la revue, son appartement rue de la Chaussée d'Antin, Canudo organise les « Lundis de Montjoie ! », qui réunissent notamment Robert Delaunay, Dunoyer de Segonzac, Erik Satie, Fernand Léger, Blaise Cendrars, André Salmon, Marc Chagall, Joseph Csaky et Henry Valensi.
À la déclaration de la guerre, Canudo signe avec Blaise Cendrars un « appel aux étrangers vivant en France » les invitant à s'engager. Il s'engage lui-même dans la légion étrangère. Après l'entrée en guerre de l'Italie, il participe aux combats sur le front de Macédoine, qu'il évoque, dans des récits qu'il signe désormais « Capitaine Canudo ». Il est blessé et sera cité plusieurs fois à l'ordre de la brigade. Il est décoré de la croix de guerre 1914-1918, de la valeur militaire d'Italie et de la Légion d'honneur.
En 1920, il publie un texte intitulé « Défendons le cinématographe ! » dans la revue romaine L'epoca. Il y fait remarquer que « tous les arts, avant de devenir un commerce et une industrie, ont été à leur origine des expressions esthétiques de quelques poignées de rêveurs. Le Cinématographe a eu un sort contraire, commençant par être une industrie et un commerce. Maintenant, il doit devenir un art. On veut accélérer le moment où il le deviendra pour de bon. » .
Il répète, dans L'Intransigeant du 1er avril 1922, que « le cinématographe est un art. Le film est une œuvre d'art. L'écraniste peint avec des pinceaux de lumière, comme l'organiste joue avec les souffles des tuyaux. » C'est cette même année qu'il fonde La Gazette des sept arts, revue dans laquelle il publie, l'année suivante, un Manifeste du septième art.

## Œuvres

### Romans
Cycle « Les Romans des foules nouvelles » :
- La Ville sans chef, Paris, Le Monde illustré, 1910 ; rééd. La Renaissance du Livre, 1918.
- Les libérés. Mémoires d'un aliéniste, avec une préface de Paul Adam, coll. « Bibliothèque-Charpentier », Paris, Eugène Fasquelle, 1911.
- Les Transplantés, Paris, Eugène Fasquelle — sur Gallica.
- L'Autre Aile, Paris, Eugène Fasquelle — lire sur Gallica.
- L'Escalier des sept femmes, Paris, Eugène Fasquelle, s.d.
- Croisées ouvertes sur l'âme et la chair, Paris, Ferenczi et Fils, 1924.

### Poèmes
- Poème du Vardar S. P. 503, Paris, La Renaissance du Livre.
- Skating Rink, Paris, Mercure de France.
- La Chanson de Vatiluck, Paris, Mercure de France.

### Ouvrages de guerre du capitaine Canudo
Cycle « Dans la mêlée pourpre des races » :
- I. Jours gris et nuits rouges en Argonne (Douze fresques de l'action garibaldienne). Marseille, Éditions Hélios. Sous le pseudonyme de Capitaine Oudanc
- II. Reflets du Feu, 15 visages des masses, des villes, des hommes. Paris, La Renaissance du Livre.
- III. Combats d'Orient. Dardanelles-Salonique (1915-1916). Paris, Hachette, 1917.
- Mon âme pourpre. Roman de la forêt et du fleuve l'Argonne et le Vardar. Paris, La Renaissance du Livre.

### Essais
Essais de déterminisme métaphysique :
- Le Livre de la Genèse — Vision de la IXe symphonie de Beethoven, Paris, Éditions de la Plume, 1905.
- Le Livre de l'évolution — L'Homme. Psychologie musicale des civilisations, E. Sansot, 1908.
- (it) La Torre del Lavoro e della Volontà di Auguste Rodin, Sienne, Lazzeri, 1908.
- Le Livre de la Démonstration — La Morale dans la nature. Épisynthèses.
- Manifeste des sept arts, coll. « Carré d'Art », Séguier, Paris, 1995.
- L'Usine aux images, textes de Canudo publié par Jean-Paul Morel, Séguier, Paris, 1995.

## Pour approfondir